# San Quirino

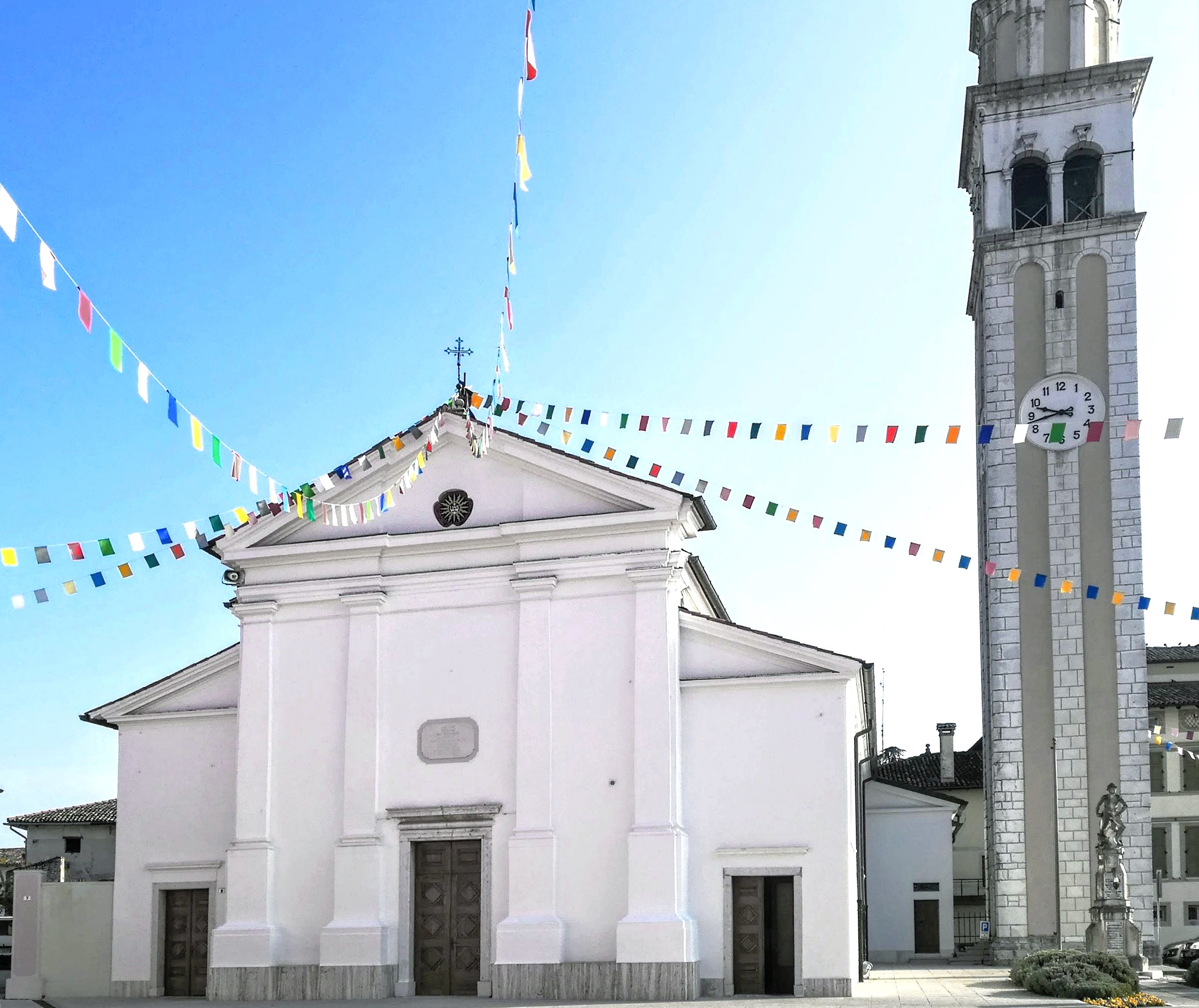

Die Gemeinde San Quirino  (furlanisch San Quarìn) liegt in Nordost-Italien in der Region Friaul-Julisch Venetien. Sie liegt nördlich von Pordenone und hat 4272 Einwohner (Stand 31. Dezember 2023). Die Gemeinde liegt 500 Meter über dem Meer und umfasst ein Gemeindegebiet von 51 km².
Die Gemeinde umfasst neben dem Hauptort San Quirino zwei weitere Ortschaften:
- San Foca
- Sedrano

## Nachbargemeinden
Nachbargemeinden sind Aviano, Cordenons, Maniago, Montereale Valcellina, Pordenone, Roveredo in Piano und Vivaro.